# Bombay Hills
Koordinaten: 37° 13′ S, 175° 1′ O
Die Bombay Hills sind eine Hügelkette südlich von Auckland in Neuseeland. Obwohl sie nur eine kleine und unbedeutende Hügelkette sind, sind sie die Südgrenze der Region Auckland und die Nord-Süd-Grenze zwischen Auckland und der Region Waikato.
Die Hügel befinden sich 40 km südöstlich von Auckland, in der Nähe der Stadt Pukekohe. Der New Zealand State Highway 1 erreicht hier seinen höchsten Punkt zwischen Auckland und Tirau im Osten der Region Waikato, 134 km südöstlich.
Obwohl die Hügelkette optisch als ein Ausläufer der Hunua Ranges erscheint, sind die Bombay Hills geologisch sehr verschieden und hauptsächlich vulkanischen Ursprungs. Daher sind die Bombay Hills fruchtbar und gut für die Landwirtschaft geeignet. Einige Auckländer bezeichnen fälschlicherweise die Hunua Ranges als „Bombay Hills“.

## Bombay
Eine Siedlung aus dem 19. Jahrhundert Bombay liegt an der alten Hauptstraße südlich von Auckland, der Great South Road. Die Siedlung und die Bombay Hills sind nicht direkt nach der indischen Stadt Bombay benannt, sondern nach dem gleichnamigen Schiff Bombay, das 1863 in Auckland anlandete und Siedler in die Region brachte, die damals Williamson's Clearing hieß.

## Bewohner
In den Bombay Hills leben einige bekannte Sportler, darunter die Weltmeisterin im Motorradsport Katherine Prumm und der frühere Kapitän der All Blacks, Andy Dalton.
Der Ruderer Eric Murray ist in dem Ort aufgewachsen.